# Diên vĩ hoa tím
Diên vĩ hoa tím (danh pháp hai phần: Iris spuria) là một loài thực vật thuộc họ Diên vĩ. Loài được trồng và lai để sử dụng trong vườn. Nó được tìm thấy ở châu Âu, châu Á và châu Phi. Nó được mô tả lần đầu tiên năm 1753 bởi Linnaeus, người đã mô tả nó trong Species Plantarum Đức.

## Hình ảnh

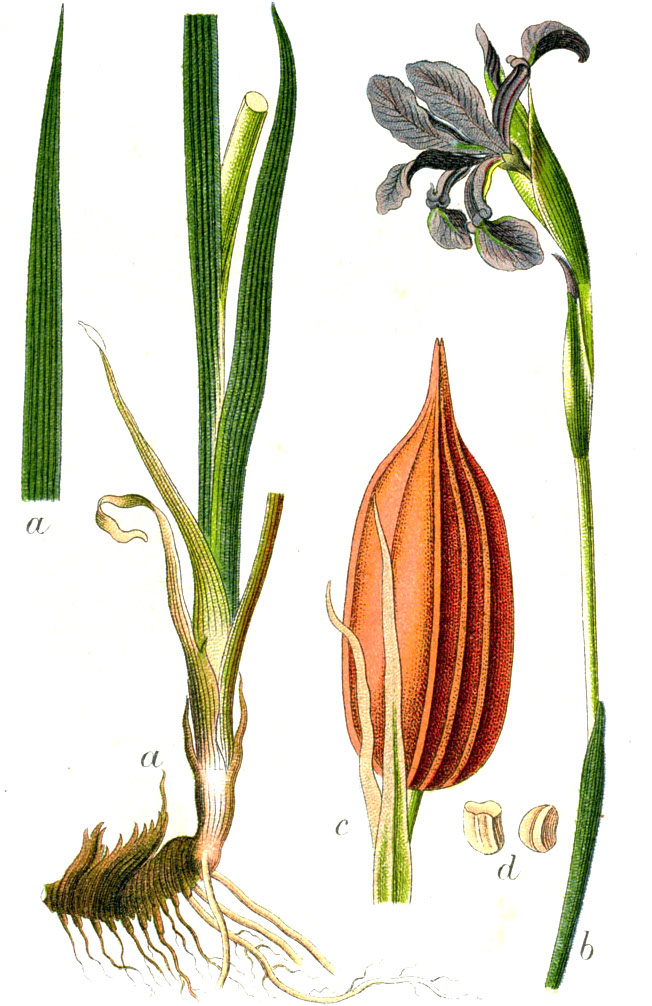
Iris spuria Ảnh chụp từ: Jakob Sturm: "Deutschlands Flora in Abbildungen", Stuttgart (1796)
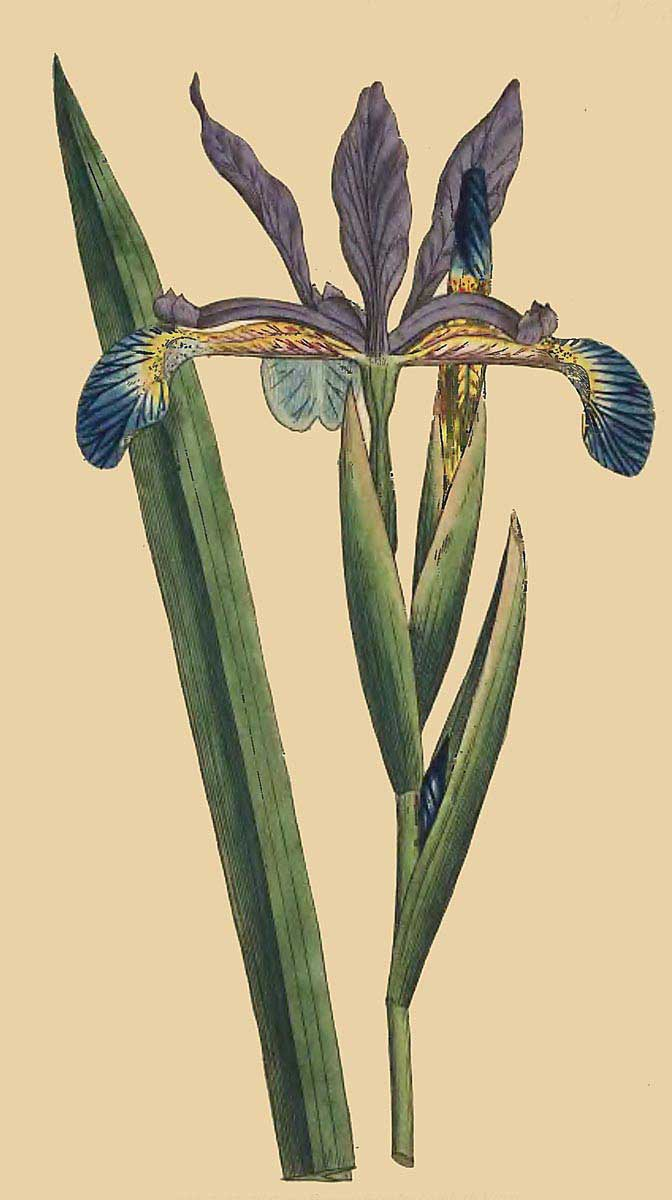
Ảnh chụp từ The Botanical Magazine của William Curtis. (V. 2), năm 1790.